# Бертари (король лангобардов)
Бертари (Пертари; убит в 688 году) — король лангобардов в 661—662 и 671—688 годах из Баварской династии.

## Биография

Монограмма Бертари на серебряном денарии после 672 года

Бертари был младшим сыном Ариперта I. После смерти отца разделил власть со своим братом Годепертом.
Бертари был сторонником ортодоксии, а Годеперт поддерживал арианство. Бертари правил в Милане, его брат в Павии. Между братьями быстро нарастали противоречия, которые часто усугубляла знать. В итоге разгорелась междоусобица. Годеперт призвал на помощь герцога Беневенто Гримоальда I в войне с Бертари, но Гримоальд захватил всё королевство, убил Годеперта и изгнал Бертари из страны. Тот бежал в Аварский каганат и просил помощи в борьбе с Гримоальдом у кагана Какара. Его жена Роделинда и сын Куниперт были сосланы в Беневенто. Бертари вернулся сразу после заговора против Гримоальда, но снова бежал, на этот раз во Франкское государство. Когда Гримоальд подписал договор с франками о выдаче Бертари, он был готов бежать в Британию, но в это время Гримоальд умер.
В 671 году Бертари вернулся из ссылки и стал править Лангобардским королевством, свергнув Гарибальда, сына Гримоальда. Он сделал католицизм официальной религией, но не признал папской власти. Заключил мир с Византией. Боролся против восстания Алахиса, герцога Тренто. Подавив восстание, пленил и отпустил Алахиса.
Его дочь Вигилинда вышла замуж за герцога Гримоальда II Беневентского, сына Ромуальда I. В годы его правления не было громких военных побед, однако Бертари проводил активную религиозную политику. Он построил церковь Святой Агаты, а его супруга Роделинда церковь Девы Марии вне стен в Павии.
Бертари был убит в 688 году в результате заговора. После него на престол вступил Куниперт.

## В культуре
Бертари стал главным героем трагедии Пьера Корнеля «Пертарит» (1651).